# Francisco Sevillano Colom
Francisco Sevillano Colom (Oropesa del Mar, Castellón, 5 de septiembre de 1909 - Barcelona, 17 de febrero de 1976), fue un archivero e historiador español. Ejerció como técnico superior de la UNESCO, profesor de Paleografía y director del Archivo del Reino de Mallorca.

## Biografía
Nacido en la ciudad de Oropesa del Mar en 1909, cursó la licenciatura de Historia en la Universidad de Valencia (1940 a 1943). En 1944 ingresa en el Cuerpo Facultativo de Archiveros, Bibliotecarios y Arqueólogos, incorporándose en el Archivo de la Corona de Aragón, del que fue secretario. Asimismo, ejerce una labor de colaborador en el Instituto Jerónimo Zurita del Consejo Superior de Investigaciones Científicas. En 1946 lee su tesis doctoral "Valencia urbana medieval a través del oficio de Mustaçaf".
Entre los años 1959 y 1965 prestó servicios a la UNESCO como jefe de la unidad móvil de microfilmación, donde llevó a cabo unas intensas campañas de reproducción de documentos en América del Sur y los países árabes de África.
Su dedicación a las tareas de archivo y la investigación se potenció con los contactos que tuvo con la universidad. Sevillano, además de archivero e investigador, estaba dotado de una especial capacidad para la docencia. Durante su estancia en Valencia y su primera fase de incorporación en el Archivo de la Corona de Aragón, dedicó buena parte de su tiempo a la enseñanza secundaria. En instalarse en Mallorca, colaboró con la Universidad, aportando su experiencia como investigador, y aportando los medios documentales y bibliográficos del Archivo. Finalmente, al implantarse la asignatura de Paleografía, terminó formando parte del equipo pedagógico del Seminario de Historia Medieval. Asimismo, continuó su relación con el Departamento de Historia Medieval de la Universidad de Barcelona, que dirigía Emilio Sáez Sánchez.
Tuvo una participación activa en un gran número de Congresos, como el Congreso Hispano-Americano de Archivos (Madrid 1953), el de Bibliotecarios (Panamá 1958), el XI Congreso de Historia Marítima (nave "Ausonia" 1969), el I Congreso de Historia Mediterráneo (Palma 1973) y los Congresos de Historia de la Corona de Aragón celebrados en Zaragoza (1954), Palma (1955) y Valencia (1967).
En los últimos tiempos, fue nombrado director del Archivo del Reino de Mallorca, cargo que ocupa entre 1966 y 1976, realizando numerosas investigaciones históricas y colaborando con la Sociedad Arqueológica Luliana. Sus investigaciones se relacionaron principalmente con temas de la historia mercantil mallorquina medieval.

## Publicaciones
- «Un Nuevo Formulario Medieval Inedito (S.XIII)». Anuario de Historia del Derecho Español. Instituto Nacional de Estudios Jurídicos [Madrid], vol.19, 1949, pàg. 137-141. ISSN: 0304-4319.
- «Apuntes para el estudio de la Cancillería de Pedro IV el Ceremonioso». Anuario de Historia del Derecho Español. Instituto Nacional de Estudios Jurídicos [Madrid], vol. 20, núm., 1950, p. 137-241. ISSN: 0304-4319.
- Bosquejo histórico de Oropesa (Castellón). Castellón de la Plana: Sociedad Castellense de Cultura, 1952.
- Inventario de pergaminos medievales de monasterios gerundenses Archivo de la Corona de Aragón. Madrid: Dirección General de Archivos y Bibliotecas, 1953.
- «Préstamos de la ciudad de Valencia a los reyes Alfonso V y Juan II: 1426-1472». Estudios Medievales. —Premio "Ciudad de Palma 1972". Instituto Valenciano de Estudios Históricos. Institución Alfonso el Magnánimo. Diputación Provincial de Valencia [Valencia], vol. I, núm. 3, 1951, p. 85-131.
- «De la Institución del Mustaçaf de Barcelona, de Mallorca y de Valencia» (en castellà). Anuario de Historia del Derecho Español. Instituto Nacional de Estudios Jurídicos [Madrid], vol. 23, 1953, p. 525-538. ISSN: 0304-4319.
- El libro del Mustaçaf de Catí (Castellón). Castellón de la Plana: Sociedad Castellonense de Cultura, 1954.
- «Las empresas nacionales de los Reyes Católicos y la aportación económica de la ciudad de Valencia» (en castellà). Hispania. Consejo Superior de Investigaciones Científicas, CSIC: Instituto de Historia [Madrid], núm. 57, 1954, p. 511-623. ISSN: 0028-2141.
- «La Cancilleria de Fernando el Catolico». A: Actas del V Congreso de Historia de la Corona de Aragón. Vol. I. Zaragoza: Institución Alfonso el Magnánimo, 1955, p. 217-257.
- Valencia urbana medieval a través del Oficio de Mustaçaf. Valencia: Institución Alfonso el Magnánimo, 1957.
- «Conmemoración del IV centenario del fallecimiento de Irala». Revista de Archivos, Bibliotecas y Museos. Cuerpo Facultativo de Archiveros, Bibliotecarios y Arqueólogos [Madrid], vol. 63, 19, p. 541-567. ISSN: 0034-771X.
- La ciudad de santo domingo a finales del siglo XVI (1590-1593). Padova, Italia: Publicazioni della Diputazioni di Storia Patria per la Sardegna, 1962.
- «Cancillerías de Fernando I y de Alfonso V» (en castellà). Anuario de Historia del Derecho Español. Instituto Nacional de Estudios Jurídicos [Madrid], vol. 35, 1965, p. 169-216. ISSN: 0304-4319.
- El "Centenar de la ploma" de la ciutat de València (1365-1711). [Episodios de la Historia, 74-75]. Barcelona: Rafael Dalmau, 1966.
- «De la cancillería de la Corona de Aragón». A: Martínez Ferrando : archivero : miscelánea de estudios dedicados a su memoria. Madrid: Asociación Nacional de Bibliotecarios, Archiveros y Arqueólogos, 1968, p. 451-480.
- «De Venecia a Flandes, via Mallorca y Portugal». Boletín de la Sociedad Arqueológica Luliana. Societat Arqueológica Luliana [Palma de Mallorca], vol. 33, 1968, p. 1-33.
- «Navegaciones mediterráneas: valor del puerto de Mallorca. Siglos XI-XVI». A: XI Congresso Internazionale di Storia Marittima. Bari, nave "Ausonia". (28 de agosto-9 de septiembre de 1969), 1969.
- «Cautivos sardos en Mallorca (siglo XIV)». Studi Sardi. Universita degli Studi di Cagliari [Gallizzi-Sassari], vol. 10, 1968, p. 4-30.
- «Mallorca y Castilla (1276-1343)». Boletín de la Sociedad Castellonense de Cultura. Sociedad Castellonense de Cultura [Castellón de la Plana], vol. 46, 1970, p. 321-366. ISSN: 0210-1475.
- «Crisi hispano-musulmana: un decenni crucial en la reconquesta (1330-1340)». Estudis d'història medieval. Institut d'Estudis Catalans [Barcelona], vol. 3, 1970, p. 55-74. ISSN: 1135-2868.
- «José María Quadrado archivero de Mallorca» (en castellà). Mayurqa, revista del Departament de Ciències Històriques i Teoria de les Arts. Universitat de les Illes Balears: Departament de Ciències Històriques i Teoria de les Arts [Madrid], núm. 3-4, 1970, p. 257-270. ISSN: 0301-8296.
- «Mateu Adriá, protonotario de Pedro IV el Ceremonioso». VIII Congreso de Historia de la Corona de Aragón. Valencia, 1 a 8 de octubre de 1967. Vol.2 [Valencia], fasc.2, 1969-73, p. 103-118.
- Aspectos históricos de Llucmajor. Llucmajor: Publicaciones del Ayuntamiento de Llucmajor, 1971.
- «Mercaderes y navegantes mallorquines (siglos XIII-XV)». A: Historia de Mallorca. Tomo IV (en castellà). Palma de Mallorca: Mascaró Pasarius Editor, 1971, 431-520.
- «De la Cancillería de los Reyes de Mallorca (1276-1343)». Anuario de Historia del Derecho Español. Instituto Nacional de Estudios Jurídicos [Madrid], vol.42, 1972, pàg. 217-289. ISSN: 0304-4319.
- Del Huyalfas medieval hasta Sa Pobla de hoy pasando por Sa Marjal. La Puebla: Conferencia. Fiestas de San Antonio Abad, 1971.
- «Artesanía textil de la lana mallorquína (siglos XIV-XV)». Boletín de la Sociedad Arqueológica Luliana. Societat Arqueológica Luliana [Palma de Mallorca], vol. 33, 1971-72, p. 157-178. ISSN: 0212-744X.
- «Mallorca y la defensa de Bugia (1515)». Boletín de la Sociedad Arqueológica Luliana. Societat Arqueológica Luliana [Palma de Mallorca], vol. 33, 1971-72, p. 332-370. ISSN: 0212-744X.
- «Los viajes medievales desde Mallorca a Canarias». Anuario de estudios atlánticos. Patronato de la Casa de Colón [Las Palmas de Gran Canaria], vol. 18, 1972, p. 27-57. ISSN: 0570-4065.
- «Documentación referente a Valencia en los archivos de Mallorca». A: I Congreso de Historia del País Valenciano. Valencia: Universidad de Valencia, 1973, p. 249-263.
- «Monedas que circulaban en el Mediterráneo a fines del siglo XV». A: Comunicación al I Congreso de Historia Mediterránea, 1973.
- «Demografía y esclavos del siglo Xv en Mallorca». Boletín de la Sociedad Arqueológica Luliana. Societat Arqueológica Luliana [Palma de Mallorca], v. 34, 1973-74, p. 160-197. ISSN: 0212-744X.
- «La demografía de Mallorca a través del impuesto del morabatí: siglos XIV, XV, XVI». Boletín de la Sociedad Arqueológica Luliana. Sociedad Arqueológica Luliana [Palma de Mallorca], vol. XXXIV, 1974, p. 233-273. ISSN: 0212-744X.
- «Pesas y medidas en Mallorca desde el siglo XIII al siglo XIX». Mayurqa, revista del Departament de Ciències Històriques i Teoria de les Arts. Universitat de les Illes Balears: Departament de Ciències Històriques i Teoria de les Arts [Madrid], vol.12, 1974, p. 67-86. ISSN: 0301-8296.
- Datos para la historia de Felanitx y Mallorca (Siglo XVI). Felanich: Editorial Ramon Llull, 1974.
- Historia del Puerto de Palma de Mallorca. Premio "Ciudad de Palma 1972". Palma de Mallorca: Instituto de Estudios Baleáricos, Diputación Provincial de Baleares, 1974 (en colaboración con Juan Pou Muntaner).
- «Gabriel Vallseca, cartógrafo mallorquín del siglo XV». A: Homenaje al Doctor Don Juan Reglá Campistol. vol. I. Valencia: Universidad de Valencia. Facultad de Filosofía y Letras, 1975. ISBN 84-600-6619-3.
- Historia del Puerto de Palma de Mallorca. Vol 1. Correspondiente a su primera época: tomos I al XXV (1885-1934). Palma de Mallorca: Sociedad Arqueológica Luliana : Patronato José María Cuadrado, Consejo Superior de Investigaciones Científicas, 1975-1976. ISBN 84-400-9056-0 (en colaboración con Joan Pons Marqués).